# Список українських спортсменів — учасників Олімпійських ігор 2024
Літні олімпі́йські і́гри (грец. οἱ Ὀλυμπιακοί Ἀγῶνες) — універсальне пансвітове міжнародне мультиспортивне змагання з багатьох видів олімпійських видів та підвидів спорту за участю атлетів, які представляють національні олімпійські комітети, які проводяться кожні чотири роки під егідою Міжнародного олімпійського комітету.
Українські спортсмени — учасники Олімпійських ігор 2024 — виключно ті українські спортсмени, що брали участь у змаганнях чи перебували у заявці на найпрестижніших спортивних змаганнях — літніх Олімпійських іграх 2024 року, та мають безпосередній стосунок до України, зокрема власне представники України, а також спортсмени, що представляли інші збірні до прийняття українського громадянства чи після того, як стали громадянами інших держав, уродженці України, що представляли інші національні команди на час участі в Олімпійських іграх, що відбуваються у Парижі, Франція з 24 липня по 11 серпня 2024 року, вихованці українського спорту, що народилися поза межами України та уродженці України, що представляли інші національні команди на час участі на цій Олімпіаді, а також етнічні українці та особи українського походження (українськими спортсменами їх можна вважати лише певною мірою, у дуже широкому значенні), що народилися поза межами України та представляли інші збірні.

## Перелік українських спортсменів— учасників Олімпійських ігор 2024 у складі національної збірної України
Велосипедний спортСпортивне скелелазіння
| #                                          | Прізвище та ім'я особи     | Дата народження                    | Місце народження                                                                     | Дата смерті             | Дисципліни | Регіон                       | Найкращий результат (місце)                      | Фото                    |  |
| Гімнастичні види спорту                    | Гімнастичні види спорту    | Гімнастичні види спорту            | Гімнастичні види спорту                                                              | Гімнастичні види спорту | Гімнастичні види спорту | Гімнастичні види спорту      | Гімнастичні види спорту                          | Гімнастичні види спорту |  |
| Спортивна гімнастика                       | Спортивна гімнастика       | Спортивна гімнастика               | Спортивна гімнастика                                                                 | Спортивна гімнастика    | Спортивна гімнастика | Спортивна гімнастика         | Спортивна гімнастика                             | Спортивна гімнастика    |  |
| ------------------------------------------ | -------------------------- | ---------------------------------- | ------------------------------------------------------------------------------------ | ----------------------- | --- | ---------------------------- | ------------------------------------------------ | ----------------------- |  |
| 1                                          | Ілля Ковтун                | 10 серпня 2003                     | Черкаси, Черкаська область, Україна                                                  |                         | Командна першість, багатоборство, опорний стрибок, кільця, вільні вправи, паралельні бруси, поперечина, кінь серед чоловіків                                      | Черкаська область            | 2                                                | mini                    |  |
| 2                                          | Олег Верняєв               | 29 вересня 1993                    | Донецьк, Донецька область, Україна                                                   |                         | Командна першість, багатоборство, опорний стрибок, кільця, вільні вправи, паралельні бруси, поперечина, кінь серед чоловіків                                      | Київ                         | 5                                                | mini                    |  |
| 3                                          | Ігор Радивілов             | 9 жовтня 1992                      | Маріуполь, Донецька область, Україна                                                 |                         | Командна першість, опорний стрибок та кільця серед чоловіків | м. Київ                      | 5                                                | mini                    |  |
| 4                                          | Радомир Стельмах           | 18 серпня 2005                     | Запоріжжя, Запорізька область, Україна                                               |                         | Командна першість, багатоборство, опорний стрибок, кільця, вільні вправи, паралельні бруси, поперечина, кінь серед чоловіків                                      | Луганська область            | 5                                                | mini                    |  |
| 5                                          | Назар Чепурний             | 3 вересня 2002                     | Черкаси, Черкаська область, Україна                                                  |                         | командна першість, багатоборство, кільця, вільні вправи, паралельні бруси, поперечина, кінь серед чоловіків                                                       | м. Київ                      | 5                                                | mini                    |  |
| 6                                          | Анна Лащевська             | 20 листопада 2007                  | Івао-Франківськ, Івано-Франківська область, Україна                                  |                         | багатоборство, опорний стрибок, вільні вправи, різновисокі бруси, колода серед жінок                                                                              | Івано-Франківська область    |                                                  | mini                    |  |
| Художня гімнастика                         |                            |                                    |                                                                                      |                         | |                              |                                                  |                         |  |
| 7                                          | Діана Баєва                | 9 серпня 2004                      | Макіївка, Донецька область, Україна                                                  |                         | групові вправи серед жінок | м. Київ                      | 7                                                |                         |  |
| 8                                          | Марія Височанська          | 10 вересня 2002                    | Львів, Львівська область, Україна                                                    |                         | групові вправи серед жінок | м. Київ                      | 7                                                |                         |  |
| 9                                          | Аліна Мельник              | 15 травня 2005                     | Львів, Львівська область, Україна                                                    |                         | групові вправи серед жінок | Львівська область            |                                                  |                         |  |
| 10                                         | Валерія Перемета           | 29 вересня 2007                    | Миколаїв, Миколаївська область, Україна                                              |                         | групові вправи серед жінок | Миколаївська область         | 7                                                |                         |  |
| 11                                         | Кіра Ширикіна              | 4 червня 2008                      | Дніпро, Дніпропетровська область Україна                                             |                         | групові вправи серед жінок | м. Київ                      | 7                                                |                         |  |
| 12                                         | Таїсія Онофрійчук          | 30 травня 2008                     | м. Київ, Україна                                                                     |                         | абсолютна першість серед жінок | Львівська область            | 9                                                | mini                    |  |
| Атлетичні види спорту                      |                            |                                    |                                                                                      |                         | |                              |                                                  |                         |  |
| Легка атлетика                             |                            |                                    |                                                                                      |                         | |                              |                                                  |                         |  |
| Метання                                    |                            |                                    |                                                                                      |                         | |                              |                                                  |                         |  |
| 13                                         | Михайло Кохан              | 22 серпня 1993                     | Дніпро, Дніпропетровська область                                                     |                         | Метання молота серед чоловіків | Дніпропетровська область     | 3                                                | mini                    |  |
| 14                                         | Роман Кокошко              | 16 серпня 1996                     | Одеська область                                                                      |                         | Штовхання ядра серед чоловіків | Вінницька область            | 22                                               | mini                    |  |
| 15                                         | Артур Фельфнер             | 17 жовтня 2003                     | , область, Україна                                                                   |                         | Метання диску серед чоловіків | Київська область             | 15                                               | mini                    |  |
| 16                                         | Ірина Климець              | 4 жовтня 1994                      | Четвертня, Маневицький район, Волинська область, Україна                             |                         | Метання молота серед жінок | Волинська область            | 26                                               |                         |  |
| Стрибки                                    |                            |                                    |                                                                                      |                         | |                              |                                                  |                         |  |
| 17                                         | Олег Дорощук               | 4 липня 2001                       | Україна                                                                              |                         | Стрибки у висоту | Кіровоградська область       | 6                                                |                         |  |
| 18                                         | Владислав Лавський         | 16 березня 2000                    | Мена, Чернігівська область, Україна                                                  |                         | Стрибки у висоту | Львівська область            | 25                                               |                         |  |
| 19                                         | Андрій Проценко            | 20 травня 1988                     | Херсон, Херсонська область, Україна                                                  |                         | Стрибки у висоту | Херсонська область           | не взяв стартової висоти                         | mini                    |  |
| 20                                         | Марина Бех-Романчук        | 8 липня 1995                       | Морозів, Хмельницька область, Україна                                                |                         | Потрійний стрибок серед жінок | Хмельницька область          | 11                                               | mini                    |  |
| 21                                         | Ірина Геращенко            | 10 березня 1995                    | Київ, Україна                                                                        |                         | Стрибки у висоту серед жінок | Київ                         | 3                                                | mini                    |  |
| 22                                         | Юлія Левченко              | 28 листопада 1997                  | Бахмут, Донецька область, Україна                                                    |                         | Стрибки у висоту серед жінок | Київ                         | не взяла жодної висоти (фактично — 24)           | mini                    |  |
| 23                                         | Ярослава Магучіх           | 19 вересня 2001                    | Дніпро, Дніпропетровська область, Україна                                            |                         | Стрибки у висоту серед жінок | Миколаївська область         | 1                                                | mini                    |  |
| 24                                         | Ольга Корсун               | 11 листопада 1996                  | , , Україна                                                                          |                         | Потрійний стрибок серед жінок | Полтавська область           | 29                                               | mini                    |  |
| Спринтерський, бар'єрний та естафетний біг |                            |                                    |                                                                                      |                         | |                              |                                                  |                         |  |
| 25                                         | Віталій Бутрим             | 10 січня 1991                      | Боромля, Сумська область, Україна                                                    |                         | Змішаний естафетний біг 4×400 м | Сумська область              | не виступив, був заявлений як запасний           |                         |  |
| 26                                         | Данило Даниленко           | 10 січня 1991                      |                                                                                      |                         | Змішаний естафетний біг 4×400 м | Волинська область            | 14                                               | mini                    |  |
| 27                                         | Олександр Погорілко        | 10 січня 1991                      |                                                                                      |                         | Змішаний естафетний біг 4×400 м, біг на 400 м | Сумська область              | 14                                               |                         |  |
| 28                                         | Тетяна Мельник             | 2 квітня 1995                      | Олександрівка, Кіровоградська область, Україна                                       |                         | змішаний естафетний біг 4×400 м | Київ, Кіровоградська область | 14                                               | mini                    |  |
| 29                                         | Ганна Рижикова             | 30 липня 1993                      | Дніпро, Дніпропетровська область, Україна                                            |                         | біг на 400 м з бар'єрами серед жінок, змішаний естафетний біг 4×400 м (була заявлена як запасна)                                                                  | Дніпропетровська область     | 23                                               | mini                    |  |
| 30                                         | Вікторія Ткачук            | 8 листопада 1994                   | Пліщин, Шепетівський район, Хмельницька область, Україна                             |                         | біг на 400 м з бар'єрами серед жінок | Донецька область             | 37                                               | mini                    |  |
| 31                                         | Мар'яна Шостак             | 24 жовтня 2000                     | Луганськ, Україна                                                                    |                         | змішаний естафетний біг 4×400 м | Львівська область            | 14                                               |                         |  |
| Спортивна ходьба                           |                            |                                    |                                                                                      |                         | |                              |                                                  |                         |  |
| 32                                         | Іван Банзерук              | 9 лютого 1990                      | Воєгоща, Камінь-Каширський район Волинська область, Україна                          |                         | змішана марафонська естафета зі спортивної ходьби | Волинська область            | 17                                               | mini                    |  |
| 33                                         | Ігор Главан                | 25 вересня 1990                    | Назарівка, Кіровоградська область, Україна                                           |                         | спортивна ходьба на 20 км серед чоловіків | Сумська область              | 40                                               | mini                    |  |
| 34                                         | Сергій Світличний          | 19 серпня 1994                     | Україна                                                                              |                         | змішана марафонська естафета зі спортивної ходьби | Сумська область              | був заявлений як запасний                        |                         |  |
| 35                                         | Людмила Оляновська         | 20 лютого 1993                     | Солобківці, Ярмолинецький район, Хмельницька область                                 |                         | змішана марафонська естафета зі спортивної ходьби таСпортивна ходьба на 20 км серед жінок                                                                         | Київська область             | 14                                               | mini                    |  |
| 36                                         | Марія Сахарук              | 14 жовтня 1995                     |                                                                                      |                         | Спортивна ходьба на 20 км серед жінок | Волинська область            | 17                                               |                         |  |
| 37                                         | Олена Собчук               | 23 листопада 1995                  |                                                                                      |                         | змішана марафонська естафета зі спортивної ходьби, Спортивна ходьба на 20 км серед жінок                                                                          | Волинська область            | 20                                               |                         |  |
| 38                                         | Ганна Шевчук               | 18 липня 1996                      | Павликівка, Войнилівська селищна громада, Калуський район, Івано-Франківська область |                         | змішана марафонська естафета зі спортивної ходьби | Івано-Франківська область    | була заявлена як запасна                         |                         |  |
| Важка атлетика                             |                            |                                    |                                                                                      |                         | |                              |                                                  |                         |  |
| 39                                         | Каміла Конотоп             | 23 березня 2001                    | Харків, Харківська область, Україна                                                  |                         | Вагова категорія до 55 кг серед жінок | Харківська область           | 7                                                | mini                    |  |
| Водні види спорту                          |                            |                                    |                                                                                      |                         | |                              |                                                  |                         |  |
| Веслування                                 |                            |                                    |                                                                                      |                         | |                              |                                                  |                         |  |
| Академічне веслування                      |                            |                                    |                                                                                      |                         | |                              |                                                  |                         |  |
| 40                                         | Станіслав Ковальов         | 20 серпня 1991                     | , , Україна                                                                          |                         | Двійка парна, легка вага | м. Київ                      | 11                                               |                         |  |
| 41                                         | Ігор Хмара                 | 18 березня 1990                    | Київ, Україна                                                                        |                         | Двійка парна, легка вага | м. Київ                      | 11                                               |                         |  |
| 42                                         | Дарина Верхогляд           | 22 лютого 1992                     | Велика Олександрівка, Херсонська область, Україна                                    |                         | Четвірка парна серед жінок | Київ, Херсонська область     | 5                                                | mini                    |  |
| 43                                         | Євгенія Довгодько          | 29 вересня 1992                    | Херсон, Херсонська область, Україна                                                  |                         | Четвірка парна серед жінок, одиночки | Київ                         | 5                                                | mini                    |  |
| 44                                         | Наталія Довгодько          | 7 лютого 1991                      | Дніпро, Дніпропетровська область, Україна                                            |                         | Академічне веслування, одиночка серед жінок, гонка запасних | , Дніпропетровська область   | заявлена як запасна                              | mini                    |  |
| 45                                         | Катерина Дудченко          | 14 жовтня 1996                     | Херсон, Херсонська область, Україна                                                  |                         | Четвірка парна серед жінок | Херсонська область           | 5                                                | mini                    |  |
| 46                                         | Анастасія Коженкова        | 19 січня 1986                      | Ковель, Волинська область, Україна                                                   |                         | Четвірка парна серед жінок | Дніпропетровська область     | 5                                                | mini                    |  |
| Веслування на байдарках та каное           |                            |                                    |                                                                                      |                         | |                              |                                                  |                         |  |
| Веслування на каное                        |                            |                                    |                                                                                      |                         | |                              |                                                  |                         |  |
| 47                                         | Павло Алтухов              | 23 грудня 1995                     | Хмельницький, Хмельницька область, Україна                                           |                         | Веслування на каное серед чоловіків, К-1 1000 м | Полтавська область           | 17                                               | mini                    |  |
| 49                                         | Людмила Лузан              | 27 березня 1997                    | Івано-Франківськ, Івано-Франківcька область, Україна                                 |                         | Веслування на каное серед жінок, К-1 200 м, К-2 500 м | Полтавська область           | 2                                                | mini                    |  |
| 50                                         | Анастасія Рибачок          | 13 квітня 1998                     | Херсон, Херсонська область, Україна                                                  |                         | Веслування на каное серед жінок, К-1 200 м, К-2 500 м | Житомирська область          | 2                                                | mini                    |  |
| Веслування на байдарці                     |                            |                                    |                                                                                      |                         | |                              |                                                  |                         |  |
| 51                                         | Дмитро Даниленко           | 24 червня 1999                     | , Вінницька область, Україна                                                         |                         | байдарки-четвірки, 500 метрів | Вінницька область            | 4                                                | mini                    |  |
| 52                                         | Олег Кухарик               | 25 квітня 1997                     | Баштанка, Херсонська область, Україна                                                |                         | байдарки-двійки, 500 метрів, байдарки-четвірки, 500 метрів | Полтавська область           | 4                                                | mini                    |  |
| 53                                         | Іван Семикін               | 10 травня 1992                     | Обухів, Київська область, Україна                                                    |                         | байдарки-четвірки, 500 метрів | Київська область             | 4                                                | mini                    |  |
| 54                                         | Ігор Трунов                | 10 травня 1992                     | Дніпродзержинськ, Дніпропетровська область, Україна                                  |                         | байдарки-двійки, 500 метрів, байдарки-четвірки, 500 метрів | Полтавська область           | 4                                                | mini                    |  |
| 55                                         | Марія Повх                 | 8 січня 1989                       | Луцьк, Волинська область, Україна                                                    |                         | Веслування на байдарці серед жінок, байдарка-одиночка Б-1 500м, байдарка-четвірка, Б-4 500м                                                                       | Волинська область            |                                                  | mini                    |  |
| Веслувальний слалом на байдарках та каное  |                            |                                    |                                                                                      |                         | |                              |                                                  |                         |  |
| 56                                         | Вікторія Ус                | 20 липня 1993                      | Київ, Україна                                                                        |                         | Веслувальний слалом на байдарці, 200 м, на каное, 200 м, байдарковий крос                                                                                         | м. Київ                      | 11                                               | mini                    |  |
| Плавання                                   |                            |                                    |                                                                                      |                         | |                              |                                                  |                         |  |
| 57                                         | Владислав Бухов            | 5 липня 2002                       | Донецьк, Донецька область, Україна                                                   |                         | 50 метрів вільним стилем та 100 метрів вільним стилем серед чоловіків                                                                                             | м. Київ                      | 11                                               |                         |  |
| 58                                         | Олександр Желтяков         | 15 листопада 2005                  | Дніпропетровська область, Україна                                                    |                         | 100 метрів на спині, 200 метрів на спині серед чоловіків | Дніпропетровська область     | 20                                               |                         |  |
| 59                                         | Денис Кесіль               | 26 жовтня 2000                     | Кривий Ріг, Дніпропетровська область, Україна                                        |                         | 200 метрів батерфляєм серед чоловіків | Дніпропетровська область     | 24                                               | mini                    |  |
| 60                                         | Михайло Романчук           | 7 серпня 1996                      | Рівне, Рівненська область, Україна                                                   |                         | 800 та 1500 метрів вільним стилем серед чоловіків | Рівненська область           | 17                                               | mini                    |  |
| 61                                         | Ніка Шарафутдінова         | 1 вересня 1994                     | Кривий Ріг, Дніпропетровська область, Україна                                        |                         | 100 метрів на спині м серед жінок | Дніпропетровська область     | 22                                               |                         |  |
| Плавання на вільній воді                   |                            |                                    |                                                                                      |                         | |                              |                                                  |                         |  |
| 60а                                        | Михайло Романчук           | 7 серпня 1996                      | Рівне, Рівненська область, Україна                                                   |                         | 5000 метрів, вільна вода серед чоловіків | Рівненська область           | відмовився від старту                            | mini                    |  |
| Артистичне плавання                        |                            |                                    |                                                                                      |                         | |                              |                                                  |                         |  |
| 62                                         | Владислава Алексєєва       | 29 травня 2001                     | Харків, Харківська область, Україна                                                  |                         | групові вправи серед жінок | Харківська область           | 5                                                |                         |  |
| 63                                         | Марина Алексєєва           | 29 травня 2001 2001                | Харків, Харківська область, Україна                                                  |                         | групові вправи серед жінок | Харківська область           | 5                                                |                         |  |
| Стрибки у воду                             |                            |                                    |                                                                                      |                         | |                              |                                                  |                         |  |
| 64                                         | Кірілл Болюх               | 12 березня 2007                    | , область, Україна                                                                   |                         | індивідуальні та синхронні стрибки з вишки, 10 метрів серед чоловіків                                                                                             | м. Київ                      | 5                                                |                         |  |
| 65                                         | Марк Гриценко              | 21 жовтня 2009                     | Запоріжжя, Запорізька область, Україна                                               |                         | індивідуальні та синхронні стрибки з вишки, 10 метрів (був заявлений як запасний) серед чоловіків                                                                 | м. Київ                      | отримав травму                                   |                         |  |
| 66                                         | Олег Колодій               | 16 березня 1993                    | Миколаїв, Миколаївська область, Україна                                              |                         | синхронні стрибки з трампліна, 3 м, Індивідуальні стрибки з трампліну 3м серед чоловіків                                                                          | Миколаївська область         | 7                                                | mini                    |  |
| 67                                         | Данило Коновалов           | 16 березня 1993                    | Миколаїв, Миколаївська область, Україна                                              |                         | синхронні стрибки з трампліна, 3 м серед чоловіків | Миколаївська область         | 7                                                | mini                    |  |
| 68                                         | Олексій Середа             | 25 грудня 2005                     | Миколаїв, Миколаївська область, Україна                                              |                         | індивідуальні та синхронні стрибки з вишки, 10 метрів серед чоловіків                                                                                             | Луганська область            | 5                                                | mini                    |  |
| 69                                         | Ксенія Байло               | 25 лютого 2005                     | Миколаїв, Миколаївська область, Україна                                              |                         | Синхронні стрибки з вишки 10 м серед жінок | м. Київ                      | 7                                                |                         |  |
| 70                                         | Вікторія Кесарь            | 11 серпня 1993                     | Запоріжжя, Запорізька область, Україна                                               |                         | синхронні стрибки з трампліну 3м та Індивідуальні стрибки з трампліну 3м серед жінок                                                                              | Запорізька область           | 7                                                | mini                    |  |
| 71                                         | Софія Лискун               | 7 лютого 2002                      | Луганськ, Луганська область, Україна                                                 |                         | Індивідуальні стрибки з вишки 10 м серед жінок | Київ                         | 7                                                | mini                    |  |
| 71                                         | Ганна Письменська          | 12 березня 1991                    | Вінниця, Вінницька область, Україна                                                  |                         | синхронні стрибки з трампліну 3м та Індивідуальні стрибки з трампліну 3м серед жінок                                                                              | Луганська область            | 7                                                | mini                    |  |
| Єдиноборства                               |                            |                                    |                                                                                      |                         | |                              |                                                  |                         |  |
| Бокс                                       |                            |                                    |                                                                                      |                         | |                              |                                                  |                         |  |
| 72                                         | Айдер Абдураїмов           | 18 січня 2004                      | Мелітополь, Запорізька область, Україна                                              |                         | вагова категорія до 57 кг серед чоловіків | Харківська область           | 9                                                |                         |  |
| 73                                         | Дмитро Ловчинський         | 2 травня 1999                      | Бровари, Київська область, Україна                                                   |                         | вагова категорія понад 92 кг серед чоловіків | Київська область             | 17                                               |                         |  |
| 74                                         | Олександр Хижняк           | 3 серпня 1995                      | Полтава, Полтавська область, Україна                                                 |                         | вагова категорія до 80 кг серед чоловіків | Полтавська область           | 1                                                | mini                    |  |
| Боротьба                                   |                            |                                    |                                                                                      |                         | |                              |                                                  |                         |  |
| Вільна боротьба                            |                            |                                    |                                                                                      |                         | |                              |                                                  |                         |  |
| 75                                         | Олександр Хоцянівський     | 20 липня 1990                      | Донецьк, Донецька область, Україна                                                   |                         | вагова категорія до 125 кг | Донецька область             |                                                  | (праворуч)              |  |
| 75а                                        | Юрій Ідзінський            | 20 липня 1990                      | Донецьк, Донецька область, Україна                                                   |                         | вагова категорія до 125 кг | Львівська область            | був заявлений як запасний                        |                         |  |
| 76                                         | Муразі Мчедлідзе           | 24 червня 1995                     | Дніпро, Дніпропетровська область, Україна                                            |                         | Вагова категорія до 97 кг | Дніпропетровська область     | 5                                                |                         |  |
| 77                                         | Василь Михайлов            | 24 червня 1995                     | Тарутине, Одеська область, Україна                                                   |                         | Вагова категорія до 74 кг | Одеська область              | 10                                               |                         |  |
| 77 а                                       | Мухамед Алієв              | 8 грудня 1999                      | Тбілісі, Грузія                                                                      |                         | Вагова категорія до 74 кг | Харківська область           | був заявлений як запасний                        | mini                    |  |
| Жіноча боротьба                            |                            |                                    |                                                                                      |                         | |                              |                                                  |                         |  |
| 79                                         | Аліна Грушина-Акобія       | 5 серпня 1999                      | Глобине, Полтавська область, Україна                                                 |                         | вагова категорія до 76 кг | Херсонська область           | 9                                                |                         |  |
| 80                                         | Ірина Коляденко            | 28 серпня 1998                     | Ірпінь, Київська область, Україна                                                    |                         | вагова категорія до 62 кг | Київська область             | 2                                                |                         |  |
| 81                                         | Оксана Лівач               | 14 травня 1997                     | Долина, Івано-Франківська область, Україна                                           |                         | вагова категорія до 50 кг | Львівська область            | 5                                                |                         |  |
| 82                                         | Тетяна Сова                | 14 лютого 1998                     | , Волинська область, Україна                                                         |                         | вагова категорія до 68 кг | Львівська область            | 11                                               |                         |  |
| Греко-римська боротьба                     |                            |                                    |                                                                                      |                         | |                              |                                                  |                         |  |
| 83                                         | Жан Беленюк                | 24 січня 1991                      | Київ, Україна                                                                        |                         | вагова категорія до 87 кг | м. Київ                      | 3                                                | mini                    |  |
| 84                                         | Парвіз Насібов             | 18 серпня 1998                     | Запоріжжя, Запорізька область, Україна                                               |                         | вагова категорія до 67 кг | Запорізька область           | 2                                                |                         |  |
| Дзюдо                                      |                            |                                    |                                                                                      |                         | |                              |                                                  |                         |  |
| 85                                         | Дільшот Халматов           | 7 березня 1998                     | Київ, Україна                                                                        |                         | вагова категорія до 60 кг серед чоловіків | м. Київ                      | 9                                                | mini                    |  |
| 86                                         | Богдан Ядов                | 27 листопада 1996                  | м. Київ, Україна                                                                     |                         | вагова категорія до 66 кг серед чоловіків | м. Київ                      | 9                                                | mini                    |  |
| 87                                         | Дар'я Білодід              | 10 жовтня 2000                     | м. Київ, Україна                                                                     |                         | вагова категорія до 57 кг серед жінок | м. Київ                      | 9                                                | mini                    |  |
| 88                                         | Єлизавета Литвиненко       | 11 лютого 2004                     | Покров, Дніпропетровська область, Україна                                            |                         | вагова категорія понад 78 кг серед жінок | Дніпропетровська область     | 8                                                |                         |  |
| 89                                         | Христина Гоман             | 31 січня 1999                      | , , Україна                                                                          |                         | вагова категорія до 78 кг серед жінок | м. Київ                      | 17                                               |                         |  |
| Фехтування                                 |                            |                                    |                                                                                      |                         | |                              |                                                  |                         |  |
| 90                                         | Юлія Бакастова             | 26 червня 1996                     | , Хмельницька область, Україна                                                       |                         | фехтування на шаблях, командна першість серед жінок | М. Київ                      | 1                                                |                         |  |
| 91                                         | Джоан Фейбі Бежура         | 22 жовтня 1991                     | Київ, Україна                                                                        |                         | фехтування на шпагах серед жінок, командна та фехтування на шпагах, індивідуальна першість серед жінок                                                            | м. Київ                      | 6                                                | mini                    |  |
| 92                                         | Дар'я Варфоломеєва         | 13 квітня 1999                     | Ужгород, Закарпатська область, Україна                                               |                         | фехтування на шпагах серед жінок, командна першість серед жінок                                                                                                   | м. Київ                      | 6                                                |                         |  |
| 93                                         | Аліна Комащук              | 24 квітня 1993                     | Нетішин, Хмельницька область, Україна                                                |                         | фехтування на шаблях, командна першість та індивідуальна першість серед жінок                                                                                     | Одеська область              | 1                                                | mini                    |  |
| 94                                         | Олена Кравацька            | 22 червня 1992                     | Чернівці, Чернівці, Україна                                                          |                         | фехтуваня на шаблях, командна та індивідуальна першість серед жінок                                                                                               | Одеська область              | 1                                                | mini                    |  |
| 93                                         | Олена Кривицька            | 23 лютого 1986                     | Львів, Львівська область, Україна                                                    |                         | фехтування на шпагах, індивідуальна першість | Київ                         | 6                                                | mini                    |  |
| 95                                         | Ольга Харлан               | 4 вересня 1990                     | Миколаїв, Миколаївська область, Україна                                              |                         | фехтування на шаблях, командна та індивідуальна першість серед жінок                                                                                              | Миколаївська область         | 1                                                | mini                    |  |
| 96                                         | Влада Харькова             | 23 лютого 1986                     | Львів, Львівська область, Україна                                                    |                         | фехтування на шпагах, індивідуальна першість серед жінок | Київ                         | 6                                                | mini                    |  |
| Стрілецькі види спорту                     |                            |                                    |                                                                                      |                         | |                              |                                                  |                         |  |
| Кульова стрільба                           |                            |                                    |                                                                                      |                         | |                              |                                                  |                         |  |
| 97                                         | Віктор Банькін             | 24 серпня 1990                     | Київ, Україна                                                                        |                         | Стрільба з пневматичного пістолета, дистанція 10 м серед чоловіків                                                                                                | м. Київ                      | 11                                               | mini                    |  |
| 98                                         | Максим Городинець)         | 11 жовтня 1988                     | Горішні Плавні, Полтавська область, Україна                                          |                         | з швидкісного пістолета, дистанція 25 м серед чоловіків, Стрільба з пневматичного пістолет, 25 м, змішаний розряд                                                 | Полтавська область           | 8                                                |                         |  |
| 99                                         | Павло Коростильов          | 5 листопада 1997                   | Львів, Львівська область, Україна                                                    |                         | Стрільба з пневматичного пістолета, дистанція 10 м, стрільба з швидкісного пістолета, дистанція 25 м серед чоловіків, та пневматичний пістолет, 10 м              | Львівська область            | 5                                                | mini                    |  |
| 100                                        | Сергій Куліш               | 17 квітня 1993                     | Черкаси Черкаська область, Україна                                                   |                         | Стрільба з пневматичної гвинтівки з дистанції 10 м, стрільба з гвинтівки з трьох положень з дистанції 50 м серед чоловіків                                        | Черкаська область            | 2                                                | mini                    |  |
| 101                                        | Олена Костевич             | 14 квітня 1985                     | Хабаровськ, Хабаровський край, Російська Федерація                                   |                         | Стрільба з пневматичного пістолета, дистанція 10 м, з швидкісного пістолета, дистанція 25 м серед жінок, Стрільба з пневматичного пістолет, 10 м, змішаний розряд | Чернігівська область         | 13                                               | mini                    |  |
| Стендова стрільба                          |                            |                                    |                                                                                      |                         | |                              |                                                  |                         |  |
| 102                                        | Ірина Маловічко            | 6 грудня 1993                      |                                                                                      | Одеса, Одеська область  | стендова стрільба, Скит серед жінок | Одеська область              | 24                                               |                         |  |
| Стрільба з лука                            |                            |                                    |                                                                                      |                         | |                              |                                                  |                         |  |
| 103                                        | Михайло Усач               | 20 листопада 1990                  | , Рівненська область, Україна                                                        |                         | Індивідуальна першість серед чоловіків, Змішані дуети | Рівненська область           | 21                                               |                         |  |
| 104                                        | Вероніка Марченко          | 3 квітня 1993                      | Львів, Львівська область, Україна                                                    |                         | Індивідуальна першість серед жінок, Змішані дуети | Львівська область            | 21                                               |                         |  |
| Пересувні види спорту                      |                            |                                    |                                                                                      |                         | |                              |                                                  |                         |  |
| Велошосейні перегони                       |                            |                                    |                                                                                      |                         | |                              |                                                  |                         |  |
| 105                                        | Анатолій Будяк             | 29 вересня 1995                    | Вінниця, Вінницька область, Україна                                                  |                         | шосейні велоперерегони серед жінок | Донецька область             | 66                                               |                         |  |
| 106                                        | Юлія Бірюкова              | шосейні велоперерегони серед жінок | 14 травня 1990                                                                       |                         | Групова шосейна гонка серед | Донецька область             | 27                                               | mini                    |  |
| Велотрекові перегони                       |                            |                                    |                                                                                      |                         | |                              |                                                  |                         |  |
| Маунтінбайк                                |                            |                                    |                                                                                      |                         | |                              |                                                  |                         |  |
| 107                                        | Яна Біломоїна              | 2 листопада 1992                   | Луцьк, Волинська область, Україна                                                    |                         | крос-кантрі серед жінок | Волинська область            | не фінішувала (26)                               | mini                    |  |
| 108                                        | Олександр Гудима           | 11 лютого 2003                     | , Рівненська область, Україна                                                        |                         | крос-кантрі серед чоловіків | Рівненська область           | не фінішував (32)                                |                         |  |
| Гірські види спорту                        |                            |                                    |                                                                                      |                         | |                              |                                                  |                         |  |
| 109                                        | Ярослав Ткач               | 31 жовтня 2001                     | , Донецька область,                                                                  |                         | Лазіння на швидкість серед чоловіків | Кіровоградська область       | 7                                                | mini                    |  |
| 110                                        | Євгенія Казбекова          | 15 жовтня 1996                     | Дніпропетровська область, Україна                                                    |                         | Двоборство серед жінок | Дніпропетровська область     | 15                                               |                         |  |
| Комбіновані види спорту                    |                            |                                    |                                                                                      |                         | |                              |                                                  |                         |  |
| Сучасне п'ятиборство                       |                            |                                    |                                                                                      |                         | |                              |                                                  |                         |  |
| 111                                        | Олександр Товкай           | 27 січня 1996                      | Луганськ, Луганська область, Україна                                                 |                         | Індивідуальна першість серед чоловіків | м. Київ                      | 35 (не виконав конкур через невдалий жереб коня) | mini                    |  |
| 112                                        | Владислав Чекан            | 9 січня 2002                       | , , Україна                                                                          |                         | Індивідуальна першість серед чоловіків | м. Київ                      | 23                                               |                         |  |
| 112а                                       | Павло Тимощенко            | 31 січня 1992                      | Луганськ, Луганська область, Україна                                                 |                         | Індивідуальна першість серед чоловіків | Київ                         | був заявлений як запасний                        | mini                    |  |
| 113                                        | Валерія Пермикіна          | 21 вересня 1993                    | , , Україна                                                                          |                         | Індивідуальна першість серед жінок | м. Київ                      | 22                                               |                         |  |
| Танцювальні види спорту                    |                            |                                    |                                                                                      |                         | |                              |                                                  |                         |  |
| Брейкінг                                   |                            |                                    |                                                                                      |                         | |                              |                                                  |                         |  |
| 114                                        | Олег Кузнєцов (Kuzya)      | 23 липня 1990                      | Луганськ, Луганська область, Україна                                                 |                         | Індивідуальна першість серед чоловіків | м. Київ                      |                                                  |                         |  |
| 115                                        | Катерина Павленко (Kate)   | 2 червня 1995                      | , , Україна                                                                          |                         | Індивідуальна першість серед жінок | Харківська область           | 6                                                |                         |  |
| 116                                        | Анна Пономаренко (Stefani) | 26 травня 1994                     | , , Україна                                                                          |                         | Індивідуальна першість серед жінок | Харківська область           | 9                                                |                         |  |
| Ігрові види спорту                         |                            |                                    |                                                                                      |                         | |                              |                                                  |                         |  |
| Бадмінтон                                  |                            |                                    |                                                                                      |                         | |                              |                                                  |                         |  |
| 116а                                       | Данило Боснюк              | 24 серппня 2000                    | Лисичанськ, Луганська область, Україна                                               |                         | Індивідуальна першість серед чоловіків | Дніпропетровська область     | Не допущений до Олімпійських ігор                | mini                    |  |
| 117                                        | Поліна Бугрова)            | 5 листопада1991                    | Дніпропетровськ, Дніпропетровська область, Україна                                   |                         | Одиночний розряд серед жінок | Дніпропетровська область     |                                                  |                         |  |
| Настільний теніс                           |                            |                                    |                                                                                      |                         | |                              |                                                  |                         |  |
| 118                                        | Ярослав Жмуденко)          | 24 вересня 1988                    | Умань, Черкаська область, Україна                                                    |                         | індивідуальна першість серед чоловіків | Донецька область             | 33                                               |                         |  |
| 119                                        | Маргарита Песоцька         | 9 серпня 1991                      | Київ, Україна                                                                        |                         | індивідуальна першість серед жінок | м. Київ                      | 17                                               |                         |  |
| 120                                        | Соломія Братейко           | 28 жовтня 1985                     | Харків, Харківська область, Україна                                                  |                         | індивідуальна першість серед жінок | Харківська область           | 33                                               |                         |  |
|                                            |                            |                                    |                                                                                      |                         | |                              |                                                  |                         |  |
| 121                                        | Ангеліна Калініна          | 7 лютого 1997                      | Нова Каховка, Херсонська область, Україна                                            |                         | Одиночний розряд | Дніпропетровська область     | знялася зі змагань через застуду                 | mini                    |  |
| 122                                        | Людмила Кіченок            | 20 липня 1992                      | Дніпро, Дніпропетровська область, Україна                                            |                         | Парна першість серед жінок | Дніпропетровська область     | 5                                                | mini                    |  |
| 123                                        | Надія Кіченок              | 20 липня 1992                      | Дніпро, Дніпропетровська область, Україна                                            |                         | Парна першість серед жінок | Дніпропетровська область     | 5                                                | mini                    |  |
| 124                                        | Марта Костюк               | 28 червня 2002                     | Дніпро, Дніпропетровська область, Україна                                            |                         | Індивідуальна та Парна першість серед жінок | Дніпропетровська область     | 5                                                | mini                    |  |
| 125                                        | Еліна Світоліна            | 12 вересня 1994                    | Одеса, Одеська область, Україна                                                      |                         | Індивідуальна та Парна першість серед жінок | Харківська область           | 9                                                | mini                    |  |
| 126                                        | Даяна Ястремська           | 15 травня 2000                     | Одеська область, Одеська область, Україна                                            |                         | Індивідуальна та Парна першість серед жінок | Одеська область              | 9                                                | mini                    |  |
| 127                                        | Арсеній Батагов            | 5 березня 2002                     | Березівка, Харківська область, Україна                                               |                         | Командна першість серед чоловіків | Луганська область            | 9                                                |                         |  |
| 128                                        | Максим Брагару             | 21 липня 2002                      | Рені, Одеська область, Україна                                                       |                         | Командна першість серед чоловіків | Одеська область              | 9                                                |                         |  |
| 129                                        | Владислав Велетень         | 1 жовтня 2002                      | Київ, Україна                                                                        |                         | Командна першість серед чоловіків | Київська область             | 9                                                |                         |  |
| 130                                        | Георгій Єрмаков            | 28 березня 2002                    | Київ, Україна                                                                        |                         | Командна першість серед чоловіків | Кіровоградська область       | не виступав                                      |                         |  |
| 131                                        | Ігор Краснопір             | 1 грудня 2002                      | Київ, Україна                                                                        |                         | Командна першість серед чоловіків | м. Київ                      | 9                                                |                         |  |
| 132                                        | Дмитро Криськів            | 6 жовтня 2000                      | Харків, Харківська область, Україна                                                  |                         | Командна першість серед чоловіків | Донецька область             | 9                                                |                         |  |
| 133                                        | Ілля Крупський             | 2 жовтня 2004                      | Вінниця, Вінницька область, Україна                                                  |                         | Командна першість серед чоловіків | Полтавська область           | 9                                                |                         |  |
| 134                                        | Олександр Мартинюк         | 25 листопада 2001                  | Дубно, Рівненська область, Україна                                                   |                         | Командна першість серед чоловіків | Кіровоградська область       | 9                                                |                         |  |
| 135                                        | Микола Михайленко          | 22 травня 2002                     | Варва, Чернігівська область, Україна                                                 |                         | Командна першість серед чоловіків | Кіровоградська область       | 9                                                |                         |  |
| 136                                        | Олег Очеретько             | 25 травня 2003                     | Макіївка, Донецька область, Україна                                                  |                         | Командна першість серед чоловіків | Донецька область             | 9                                                |                         |  |
| 137                                        | Валентин Рубчинський       | 15 лютого 2002                     | Луцьк, Волинська область, Україна                                                    |                         | Командна першість серед чоловіків | Дніпропетровська область     | 9                                                |                         |  |
| 138                                        | Володимир Салюк            | 25 червня 2002                     | Одеса, Одеська область], Україна                                                     |                         | Командна першість серед чоловіків | Одеська область              | 9                                                |                         |  |
| 139                                        | Олексій Сич                | 1 квітня 2001                      | Зоря, Рівненська область, Україна                                                    |                         | Командна першість серед чоловіків | Львівська область            | 9                                                |                         |  |
| 140                                        | Данило Сікан               | 16 квітня 2001                     | Житомир, Житомирська область, Україна                                                |                         | Командна першість серед чоловіків | Львівська область            | 9                                                |                         |  |
| 141                                        | Максим Таловєров           | 28 червня 2000                     | Нальчик, Республіка Кабардино-Балкарія, Російська Федераціяя                         |                         | Командна першість серед чоловіків | Одеська область              | 9                                                |                         |  |
| 142                                        | Олег Федор                 | 23 липня 2004                      | Львів, Львівська область, Україна                                                    |                         | Командна першість серед чоловіків | Львівська область            | 9                                                |                         |  |
| 143                                        | Кирило Фесюн               | 7 серпня 2002                      | Чернігів, Чернігівська область, Україна                                              |                         | Командна першість серед чоловіків | Київська область             | 9                                                |                         |  |
| 144                                        | Максим Хлань               | 27 січня 2003                      | Житомир, Житомирська область, Україна                                                |                         | Командна першість серед чоловіків | Луганська область            | 9                                                |                         |  |
| 145                                        | Яків Кінарейкін            | 22 жовтня 2002                     | Харків, Харківська область, Україна                                                  |                         | Командна першість серед чоловіків | Дніпропетровська область     | заявлений як запасний, не виступав               |                         |  |
| 146                                        | Євген Павлюк               | 18 серпня 2002                     | , Житомирська область, Україна                                                       |                         | Командна першість серед чоловіків | Одеська область              | заявлений як запасний, не виступав               |                         |  |
| 147                                        | Кирило Сігеєв              | 16 травня 2004                     | Горлівка, Донецька область, Україна                                                  |                         | Командна першість серед чоловіків | Кіровоградська область       | заявлений як запасний, не виступав               |                         |  |
| 148                                        | Артем Шулянський           | 4 листопада 2002                   | Київ, Україна                                                                        |                         | Командна першість серед чоловіків | Кіровоградська область       | заявлений як запасний, не виступав               |                         |  |

## Перелік українських спортсменів— Олімпійських ігор 2024 у складі зарубіжних збірних
Таблиця 2. Українські спортсмени — учасники Олімпійських ігор 2024 у складі збірних команд іноземних держав
| Позиція | Прізвище та ім'я особи | Дата народження   | Місце народження                                                 | Дата смерті | Країна, яку представляє | Вид спорту                       | Дисципліни                                                             | Найкращий результат(місце) | Фото     |
| ------- | ---------------------- | ----------------- | ---------------------------------------------------------------- | ----------- | ----------------------- | -------------------------------- | ---------------------------------------------------------------------- | -------------------------- | -------- |
| 1       | Пилип Акілов           | 12 листопада 1995 | Соледар, Донецька область, Україна                               |             | Угорщина                | Бокс                             | вагова категорія до 80 кг серед чоловіків                              | 9                          | mini     |
| 2       | Олена Весніна          | 1 серпня 1986     | Львів, Львівська область, Україна                                |             | ІНС                     | теніс                            | парний та одиночний розряд                                             | 17                         | mini     |
| 3       | Дар'я Деркач           | 27 березня 1993   | Вінниця, Україна                                                 |             | Італія                  | Легка атлетика                   | потрійний стрибок серед жінок                                          | 8                          | mini     |
| 4       | Діана Димченко         | 8 вересня 1989    | Олешки, Херсонська область, Україна                              |             | Азербайджан             | веслування на байдарках та каное | веслування на каное-одиночці, 200 м                                    | 17                         |          |
| 5       | Артем Довгоп'ят        | 16 червня 1997    | Дніпро, Дніпропетровська область, Україна                        |             | Ізраїль                 | Спортивна гімнастика             | вільні вправи, кінь серед чоловіків                                    | 2                          |          |
| 6       | Олексій Коровашков     | 1 квітня 1992     | Степногірськ, Запорізька область, Україна                        |             | ІНС                     | веслування на байдарках та каное | веслування на каное-двійці, 500 м                                      | 4                          | mini     |
| 7       | Зелім Коцоєв           | 9 серпня 1998     | Беслан, Республіка Північна Осетія — Аланія, Російська Федерація |             | Азербайджан             | Дзюдо                            | Вагова категорія до 100 кг серед чоловіків                             | 1                          |          |
| 8       | Ангеліна Лисак         | 12 січня 1998     | Україна                                                          |             | Польща                  | вільна боротьба                  | вагова категорія до 57 кг серед жінок                                  |                            |          |
| 9       | Єлизавета Лузан        | 14 березня 2003   | Україна                                                          |             | Азербайджан             | Художня гімнастика               | групові вправи серед жінок                                             | 7                          | mini     |
| 10      | Володимир Мисливчук    | 25 квітня 1996    | Делятин, Івано-Франківська область, Україна                      |             | Чехія                   | легка атлетика                   | метання молота серед чоловіків                                         | 16                         |          |
| 11      | Семен Новіков          | 11 грудня 1997    | Харків, Харківська область, Україна                              |             | Болгарія                | греко-римська боротьба           | Вагова категорія до 85 кг серед чоловіків                              | 1                          |          |
| 12      | Дмитро Овчаров         | 2 вересня 1988    | Київ, Україна                                                    |             | Німеччина               | настільний теніс                 | Індивідуальна та командна першість серед чоловіків                     | 6                          | у центрі |
| 13      | Петро Пальчик          | 4 січня 1992      | Ялта, АР Крим, Україна                                           |             | Ізраїль                 | Дзюдо                            | Вагова категорія до 90 кг серед чоловіків та змішані командні змагання | 3                          | mini     |
| 14      | Ростислав Певцов       | 15 квітня 1987    | Харків, Харківська область, Україна                              |             | Азербайджан             | Триатлон                         | Індивідуальна першість серед чоловіків                                 | 43                         | mini     |
| 15      | Олена Потапенко        | 20 квітня 1993    | Луганськ, Луганська область, Україна                             | Україна     | Казахстан               | Сучасне п'ятиборство             | Індивідуальна першість серед жінок                                     | 30                         |          |
| 16      | Ганна Скидан           | 14 травня 1992    | Красний Луч, Луганська область, Україна                          |             | Азербайджан             | Легка атлетика                   | метання молоту серед жінок                                             | 7                          | mini     |
| 17      | Марія Стадник          | 3 червня 1988     | Львів, Львівська область, Україна                                |             | Азербайджан             | вільна боротьба                  | вагова категорія до 50 кг серед жінок                                  | 8                          | mini     |
| 18      | Сергій Тарновський     | 24 червня 1997    | Львів, Львівська область, Україна                                |             | Молдова                 | Веслування на байдарках та каное | C1 — 1000 м серед чоловіків                                            | 3                          | mini     |
| 19      | Сергій Токарницький    | 1 лютого 1993     | Кам'янське, Дніпропетровська область, Україна                    |             | Казахстан               | веслування на байдарках та каное | веслування на байдарці-двійці, 500 м                                   | 20                         | mini     |
| 20      | Софія Яремчук          | 3 червня 1994     | Україна                                                          |             | Італія                  | Легка атлетика                   | марафонський біг серед жінок                                           | 30                         | mini     |

Інші спортсмени українського походження та нащадки вихідців з України:
- Кейті Волинець
- Анастасія Горбенко
- Денні Дем'яненко[2].
- Нік Іткін[3].
- Юрій Кісіль[2].
- Крістен Кіт[2].
- Олексій Луценко
- Тайлер Миславчук[en][2].
- Андрій Олійник
- Келлі Олійник[2].
- Олена Остапенко
- Олеся Ромасенко[ru]
- Ілля Харун[4]

Українські олімпійці мають понад 130 теоретичних шансів на завоювання олімпійських медалей, в порядку найбільшої вірогідності у таблиці наведено види спорту та підвиди легкої атлетики з порядковим номером шансу здобуття медалі у тому чи іншому виді чи підвиді спорту, а також спортсмен, що наймовірніше може стати медалістом у цьому виді, водночас наявність саме цього спортсмена у категорії приміром дзюдо 1 чи стрибки 1, що саме він здобуде першу медаль у виді спорту, так само з другою чи наступною. Таблиця дає зрозуміти, що приміром здобуття 5-ї медалі у фехтуванні, є більш ймовірним, ніж 1-ї медалі у бадмінтоні. Також враховано особливості тих чи інших видів спорту та дисциплін при оцінці, зокрема здобуття медалі 10-м борцем є набагато більш вірогідним за здобуття 1-ї медалі у настільному тенісі, проте здобуття 9 медалей у боротьби кожним з 9-ти борців, є практично неймовірним на відміну від здобуття медалі найкращим майстром настільного тенісу. Саме тому категорія "боротьба 9" посідає значно нижчий рядок за категорію настільний теніс 1. У спортивній гімнастиці кількість спортсменів по кожному виду обмежена двома, бо лише стільки можуть претендувати на медаль від країни, названо найвірогідніші найкращі спортмени по виду.
Шанси на здобуття золотої та будь-якої медалі окремими спортсменами (представниками видів спорту) визначено за наступною 12-бальною шкалою:
- найвищі
- надзвичайно високі
- дуже високі
- високі
- значні
- середні
- невисокі
- незначні
- низькі
- дуже низькі
- надзвичайно низькі
- мізерні

Також зроблено прогноз вирогідного результату спортсменів.
| #   | Вид (підвид) спорту та порядковий номер медалі у виді (підвиді) спорту | Орієнтовний здобувач медалі (Прізвище та ім'я особи) | Дисципліна                                                                      | Шанси на здобуття золотої медалі | Шанси на здобуття медалі | Прогнозоване місце | Наявний результат по факту (місце)                           |  |  |
| --- | ---------------------------------------------------------------------- | --- | ------------------------------------------------------------------------------- | -------------------------------- | ------------------------ | ------------------ | ------------------------------------------------------------ |  |  |
| 1   | Гімнастика 1                                                           | (Ілля Ковтун) | Різновисокі бруса серед чоловіків                                               | Найвищі                          | найвищі                  | 1                  | 2                                                            |  |  |
| 2   | Cтрибки 1                                                              | (Ярослава Магучіх) | Стрибки у висоту серед жінок                                                    | Найвищі                          | найвищі                  | 1                  | 1                                                            |  |  |
| 3   | Веслування на байдарках та каное 1                                     | (Людмила Лузан) | веслування на каное-одиночці серед жінок, 200 м)                                | дуже високі                      | надзвичайно високі       | 2                  | 24 (травма)                                                  |  |  |
| 4   | Стрільба 1                                                             | (Сергій Куліш) | стрільба з гвинтівки з трьох положень з дистанції 50 м серед чоловіків          | дуже високі                      | надзвичайно високі       | 2                  | 2                                                            |  |  |
| 5   | Боротьба 1                                                             | (Жан Беленюк) | вагова категорія до 85 кг)                                                      | дуже високі                      | надзвичайно високі       | 3                  | 3                                                            |  |  |
| 6   | Фехтування 1                                                           | (командна шабля) | (Ольга Харлан, Аліна Комащук, Олена Кравацька, Юлія Бакастова)                  | дуже високі                      | надзвичайно високі       | 2                  | 1                                                            |  |  |
| 7   | Бокс 1                                                                 | (Олександр Хижняк) | Вагова категорія до 75 кг серед чоловіків                                       | Найвищі                          | Найвищі                  | 2                  | 1                                                            |  |  |
| 8   | Гімнастика 3                                                           | (Назар Чепурний) | опорний стрибок серед чоловіків                                                 | Найвищі                          | найвищі                  | 3                  | 6                                                            |  |  |
| 9   | Дзюдо 1                                                                | (Дар'я Білодід) | Вагова категорія до 57 кг серед жінок                                           | надзвичайно високі               | найвищі                  | 3                  | 9                                                            |  |  |
| 10  | Боротьба 2                                                             | (Ірина Коляденко) | Вагова категорія до 62 кг серед жінок                                           | дуже високі                      | надзвичайно високі       | 3                  | 2                                                            |  |  |
| 11  | Плавання 1                                                             | (Михайло Романчук) | 1500 метрів вільним стилем серед чоловіків                                      | надзвичайно високі               | надзвичайно високі       | 3                  | знявся зі змагань через хворобу                              |  |  |
| 12  | Гімнастика 2                                                           | (Олег Верняєв) | абсолютна першість серед чоловіків                                              | надзвичайно високі               | надзвичайно високі       | 3                  | 8                                                            |  |  |
| 13  | Плавання 2                                                             | (Владислава Алексіїва та Марина Алексіїва) | синхронне плавання серед жінок, дуети                                           | дуже високі                      | надзвичайно високі       | 3                  | 5                                                            |  |  |
| 14  | Фехтування 2                                                           | (Ольга Харлан) | фехтування на шаблях, індивідуальна першість серед жінок                        | надзвичайно високі               | надзвичайно високі       | 2                  | 3                                                            |  |  |
| 15  | Гімнастика 4                                                           | (Ілля Ковтун) | абсолютна першість серед чоловіків                                              | надзвичайно високі               | надзвичайно високі       | 2                  | 4                                                            |  |  |
| 16  | Стрільба 2                                                             | (Олена Костевич та Віктор Банькін) | Стрільба з пневматичного пістолет, 10 м серед жінок                             | дуже високі                      | надзвичайно високі       | 3                  | 13                                                           |  |  |
| 17  | Веслування на байдарках та каное 3                                     | (Олег Кухарик та Ігор Трунов) | веслування на байдарці-двійці серед чоловіків 500 метрів)                       | дуже високі                      | надзвичайно високі       | 3                  | 17                                                           |  |  |
| 18  | Cтрибки 2                                                              | (Марина Бех-Романчук) | потрійний стрибок серед жінок                                                   | надзвичайно високі               | найвищі                  | 3                  | 11                                                           |  |  |
| 19  | Академічне веслування 1                                                | (Наталія Довгодько, Катерина Дудченко, Дарина Верхогляд, Анастасія Коженкова) | четвірка парна серед жінок                                                      | надзвичайно високі               | надзвичайно високі       | 4                  | 5                                                            |  |  |
| 20  | Боротьба 3                                                             | (Парвіз Насібов) | вагова категорія до 67 кг серед чоловіків                                       | дуже високі                      | дуже високі              | 5                  | 2                                                            |  |  |
| 21  | Плавання 3                                                             | (Олександр Желтяков) | 200 метрів на спині серед чоловіків                                             | дуже високі                      | надзвичайно високі       | 4                  | 20 (змагався хворим)                                         |  |  |
| 22  | Сучасне п'ятиборство 1                                                 | (Олександр Товкай) | Індивідуальна першість серед чоловіків                                          | дуже високі                      | надзвичайно високі       | 4                  | 35 (отримав нуль балів за конкур)                            |  |  |
| 23  | Стрільба 3                                                             | (Ірина Маловічко) | стендова стрільба Скит серед жінок                                              | дуже високі                      | надзвичайно високі       | 4                  | 24                                                           |  |  |
| 24  | Гімнастика 5                                                           | (Ілля Ковтун, Олег Верняєв, Ігор Радівілов, Назар Чепурний, Радомир Стельмах) | Командна першість серед чоловіків                                               | дуже високі                      | надзвичайно високі       | 4                  | 5                                                            |  |  |
| 25  | Веслування на байдарках та каное 3                                     | (Людмила Лузан та Анастасія Рибачок) | Веслування на каное серед жінок, веслування на каное-двійці серед жінок, 500 м) | дуже високі                      | дуже високі              | 4                  | 2                                                            |  |  |
| 26  | Стрільба 4                                                             | (Павло Коростильов) | Стрільба з пневматичного пістолета, дистанція 10 м                              | надзвичайно високі               | надзвичайно високі       | 4                  | 12                                                           |  |  |
| 27  | Cтрибки у воду 1                                                       | (Олексій Середа) | індивідуальні стрибки з вишки 10 метрів серед чоловіків                         | середні                          | надзвичайно високі       | 4                  | 8                                                            |  |  |
| 28  | Спортивне скелелазіння 1                                               | (Євгенія Казбекова) | Двоборство (жінки) серед жінок                                                  | дуже високі                      | надзвичайно високі       | 4                  | 15                                                           |  |  |
| 29  | Cтрибки 3                                                              | (Ірина Геращенко) | Стрибки у довжину серед жінок                                                   | дуже високі                      | надзвичайно високі       | 4                  | 3                                                            |  |  |
| 30  | Плавання 4                                                             | (Владислав Бухов) | 50 метрів вільним стилем серед чоловіків                                        | дуже високі                      | надзвичайно високі       | 5                  | 11 (змагався хворим)                                         |  |  |
| 31  | Метання 1                                                              | (Михайло Кохан) | Метання молота) серед чоловіків                                                 | дуже високі                      | надзвичайно високі       | 5                  | 3                                                            |  |  |
| 32  | Стрільба 5                                                             | (Максим Городинець) | стрільба з швидкісного пістолета, дистанція 25 м серед чоловіків                | надзвичайно високі               | надзвичайно високі       | 5                  | 8                                                            |  |  |
| 33  | Фехтування 3                                                           | (Джоан Фейбі Бежура, Олена Кривицька, Влада Харькова, Дар'я Варфоломеєва) | фехтування на шпагах серед жінок, командна першість                             | дуже високі                      | надзвичайно високі       | 5                  | 6                                                            |  |  |
| 34  | Гімнастика 6 (а)                                                       | (Олег Верняєв) | Різновисокі бруса серед чоловіків                                               | Надвичайно високі                | надзвичайно високі       | 4                  | 8                                                            |  |  |
| 35  | Боротьба 4                                                             | (Оксана Лівач) | вагова категорія до 50 кг серед жінок                                           | дуже високі                      | надзвичайно високі       | 5                  | 5                                                            |  |  |
| 36  | Великий теніс 1                                                        | (Людмила Кіченок та Надія Кіченок) | Парний розряд) серед жінок                                                      | середні                          | дуже високі              | 5                  | 5                                                            |  |  |
| 37  | Дзюдо 2                                                                | (Єлизавета Литвиненко) | вагова категорія до 78 кг серед жінок                                           | середні                          | дуже високі              | 5                  | 8                                                            |  |  |
| 38  | Брейкінг 1                                                             | (Анна Пономаренко (Stefani) ) | індивідуальна першість з брейкінгу серед жінок                                  | дуже високі                      | надзвичайно високі       | 7                  | 9                                                            |  |  |
| 39  | Веслування на байдарках та каное 5                                     | (Вікторія Ус) | Веслувальний слалом на байдарці, крос                                           | високі                           | надзвичайно високі       | 5                  | 11                                                           |  |  |
| 40  | Важка атлетика 2                                                       | (Каміла Конотоп) | довагова категорія до 55 кг серед жінок                                         | високі                           | дуже високі              | 5                  | 7                                                            |  |  |
| 41  | Плавання 5                                                             | (Михайло Романчук) | 800 метрів вільним стилем серед чоловіків                                       | високі                           | надзвичайно високі       | 5                  | 17 (змагався хворим)                                         |  |  |
| 42  | Великий теніс 2                                                        | (Еліна Світоліна) | Одиночний розряд серед жінок                                                    | надзвичайно високі               | надзвичайно високі       | 5                  | 9                                                            |  |  |
| 43  | Веслування на байдарках та каное 6                                     | (Ігор Трунов, Олег Кухарик, Дмитро Даниленко, Іван Семикін) | веслування на байдарці-четвірці серед чоловіків, дистанція 500 метрів)          | дуже високі                      | надзвичайно високі       | 5                  | 4                                                            |  |  |
| 44  | Спортивне скелелазіння 2                                               | (Ярослав Ткач) | Лазіння на швидкість (чоловіки) серед жінок                                     | дуже високі                      | надзвичайно високі       | 5                  | 7                                                            |  |  |
| 45  | Дзюдо 3                                                                | (Богдан Ядов) | вагова категорія до 66 кг\|серед жінок                                          | дуже високі                      | дуже високі              | 9                  | 9                                                            |  |  |
| 46  | Спортивна ходьба 1                                                     | (Людмила Оляновська) | Спортивна ходьба на 20 км серед жінок                                           | дуже високі                      | надзвичайно високі       | 11                 | 14                                                           |  |  |
| 47  | Метання 2                                                              | (Артур Фельфнер) | метання списа серед чоловіків                                                   | високі                           | дуже високі              | 11                 | 15                                                           |  |  |
| 48  | Стрільба 6                                                             | (Олена Костевич) | з швидкісного пістолета, дистанція 25 м серед жінок                             | надзвичайно високі               | надзвичайно високі       | 7                  | 25                                                           |  |  |
| 49  | Гімнастика 7 (а)                                                       | (Ігор Радивілов) | опорний стрибок серед чоловіків                                                 | дуже високі                      | надзвичайно високі       | 6                  | 8                                                            |  |  |
| 50  | Стрільба з лука 1                                                      | (Михайло Усач) | Індивідуальна першість серед чоловіків                                          | високі                           | дуже високі              | 5                  | 33                                                           |  |  |
| 51  | Футбол 1                                                               | (Георгій Єрмаков, Кирило Фесюн, Яків Кінарейкін, Олександр Мартинюк, Ілля Крупський, Євген Павлюк, Володимир Салюк, Арсеній Батагов, Олексій Сич, Максим Таловєров, Олег Федор, Кирило Сігеєв, Максим Хлань, Владислав Велетень, Валентин Рубчинський, Микола Михайленко, Максим Брагару, Олег Очеретько, Артем Шулянський, Дмитро Криськів, Данило Сікан, Ігор Краснопір) | футбол, командна першість                                                       | високі                           | високі                   | 5                  | 9                                                            |  |  |
| 52  | Академічне веслування 2                                                | (Ігор Хмара та Станіслав Ковальов) | Двійка парна, легка вага серед чоловіків                                        | середні                          | високі                   | 5                  | 11                                                           |  |  |
| 53  | Брейкінг 2                                                             | (Олег Кузнєцов (Kuzya) ) | індивідуальна першість з брейкінгу серед чоловіків                              | дуже високі                      | надзвичайно високі       | 9                  |                                                              |  |  |
| 54  | Cтрибки у воду 2                                                       | (Ксенія Байло та Софія Лискун) | Синхронні стрибки у воду з вишки, 10 метрів серед жінок                         | високі                           | дуже високі              | 5                  | 7                                                            |  |  |
| 55  | Бокс 2                                                                 | (Айдер Абдураїмов) | до 57 кг серед чоловіків                                                        | дуже високі                      | надзвичайно високі       | 9                  | 9                                                            |  |  |
| 56  | Cтрибки у воду 3                                                       | (Олексій Середа) та Кірілл Болюх) | синхронні стрибки з вишки 10 метрів серед чоловіків                             | середні                          | надзвичайно високі       | 4                  | 5                                                            |  |  |
| 57  | Велосипедний спорт 1                                                   | (Яна Біломоїна) | крос-кантрі серед жінок                                                         | дуже високі                      | надзвичайно високі       | 11                 | 26                                                           |  |  |
| 58  | Стрибки 4                                                              | (Олег Дорощук) | Стрибки у висоту серед чоловіків                                                | високі                           | високі                   | 7                  | 6                                                            |  |  |
| 59  | Стрільба 7                                                             | (Віктор Банькін) | Стрільба з пневматичного пістолета, дистанція 10 м                              | надзвичайно високі               | надзвичайно високі       | 6                  | 11                                                           |  |  |
| 60  | Боротьба 5                                                             | (Василь Михайлов) | Вагова категорія до 74 кг                                                       | високі                           | дуже високі              | 9                  | 10                                                           |  |  |
| 60а | Боротьба 5а                                                            | Мухамед Алієв) | Вагова категорія до 74 кг                                                       | середні                          | високі                   | 15                 | був заявлений як запасний                                    |  |  |
| 61  | Брейкінг 3                                                             | (Катерина Павленко (Kate) | індивідуальна першість з брейкінгу серед жінок                                  | дуже високі                      | надзвичайно високі       | 11                 | 6                                                            |  |  |
| 62  | Сучасне п'ятиборство 2                                                 | (Валерія Пермикіна) | Індивідуальна першість серед жінок                                              | середні                          | високі                   | 23                 | 22                                                           |  |  |
| 63  | Фехтування 4                                                           | (Влада Харькова) | фехтування на шпагах, індивідуальна першість серед жінок                        | високі                           | надзвичайно високі       | 12                 | 7                                                            |  |  |
| 64  | Гімнастика 8                                                           | (Олег Верняєв) | кінь серед чоловіків                                                            | високі                           | дуже високі              | 7                  | 5                                                            |  |  |
| 65  | Cтрибки 5                                                              | (Владислав Лавський) | Стрибки у довжину серед чоловіків                                               | високі                           | дуже високі              | 11                 | 25                                                           |  |  |
| 66  | Стрільба з лука 2                                                      | (Михайло Усач та Вероніка Марченко) | Змішані дуети                                                                   | високі                           | дуже високі              | 9                  | 21                                                           |  |  |
| 67  | Веслування на байдарках та каное 7                                     | (Павло Алтухов) | Веслування на каное-одиночці, дистанція 1000 м) серед чоловіків                 | високі                           | дуже високі              | 8                  | 17                                                           |  |  |
| 68  | Дзюдо 4                                                                | (Дільшот Халматов) | вагова категорія до 60 кг серед жінок                                           | дуже високі                      | дуже високі              | 17                 | 9                                                            |  |  |
| 69  | Фехтування 5                                                           | (Олена Кривицька) | фехтування на шпагах, індивідуальна першість                                    | дуже високі                      | надзвичайно високі       | 17                 | 8                                                            |  |  |
| 70  | Боротьба 5                                                             | (Аліна Грушина-Акобія) | вагова категорія до 57 кг серед жінок                                           | дуже високі                      | надзвичайно високі       | 13                 | 9                                                            |  |  |
| 71  | Біг 1                                                                  | (Анна Рижикова) | біг на 400 м з бар'єрами серед жінок                                            | високі                           | надзвичайно високі       | 8                  | 25                                                           |  |  |
| 72  | Стрільба 8                                                             | (Павло Коростильов]) | з швидкісного пістолета, дистанція 25 м серед чоловіків                         | дуже високі                      | надзвичайно високі       | 8                  | 5                                                            |  |  |
| 73  | Гімнастика 9                                                           | (Таїсія Онофрійчук) | абсолютна першість з художньої гімнастики серед жінок                           | середні                          | дуже високі              | 6                  | 9                                                            |  |  |
| 74  | Боротьба 7                                                             | (Олександр Хоцянівський) | вагова категорія до 125 кг) серед чоловіків                                     | високі                           | дуже високі              | 7                  |                                                              |  |  |
| 75  | Сучасне п'ятиборство 3                                                 | (Владислав Чекан) | Індивідуальна першість серед чоловіків                                          | середні                          | середні                  | 23                 | 23                                                           |  |  |
| 76  | Бокс 3                                                                 | (Дмитро Ловчинський) | Вагова категорія до 63 кг) серед чоловіків                                      | середні                          | дуже високі              | 17                 | 17                                                           |  |  |
| 77  | Бадмінтон 1                                                            | (Поліна Бугрова) | Одиночний розряд серед жінок                                                    | низькі                           | середні                  | 17                 |                                                              |  |  |
| 78  | Настільний теніс 1                                                     | (Маргарита Песоцька) | одиночний розряд серед жінок                                                    | мізерні                          | низькі                   | 17                 | 17                                                           |  |  |
| 79  | Фехтування 6                                                           | (Джоан Фейбі Бежура) | фехтування на шпагах, індивідуальна першість                                    | високі                           | дуже високі              | 9                  | 29                                                           |  |  |
| 80  | Спортивна ходьба 2                                                     | (Іван Банзерук та Людмила Оляновська) | змішана естафета зі спортивної ходьби на 50 кілометрів                          | середні                          | значні                   | 14                 | 17                                                           |  |  |
| 81  | Стрільба 9                                                             | (Олена Костевич) | Стрільба з пневматичного пістолет, 10 м серед жінок                             | дуже високі                      | надзвичайно високі       | 16                 | 19                                                           |  |  |
| 82  | Cтрибки у воду 4                                                       | (Софія Лискун) | Стрибки у воду з вишки, 10 метрів серед жінок                                   | середні                          | високі                   | 10                 | 25                                                           |  |  |
| 83  | Стрільба з лука 1                                                      | (Вероніка Марченко) | Індивідуальна першість серед жінок                                              | високі                           | дуже високі              | 15                 | 17                                                           |  |  |
| 84  | Боротьба 8                                                             | (Тетяна Сова) | вагова категорія до 68 кг серед жінок                                           | високі                           | високі                   | 11                 | 11                                                           |  |  |
| 85  | Плавання 6                                                             | (Денис Кесіль) | 200 метрів батерфляєм                                                           | низькі                           | значні                   | 14                 | 24                                                           |  |  |
| 86  | Велосипедний спорт 2                                                   | (Юлія Бірюкова) | групова шосейна гонка серед жінок                                               | низькі                           | середні                  | 21                 | 67                                                           |  |  |
| 87  | Метання 3                                                              | (Роман Кокошко) | Штовхання ядра серед чоловіків                                                  | середні                          | значні                   | 17                 | 22                                                           |  |  |
| 88  | Стрільба 10                                                            | (Сергій Куліш) | Стрільба з пневматичної гвинтівки з дистанції 10 м серед чоловіків              | високі                           | дуже високі              | 7                  | 27                                                           |  |  |
| 89  | Гімнастика 10 (а)                                                      | (Ілля Ковтун) | Кінь-махи серед чоловіків                                                       | невисокі                         | значні                   | 11                 | 34                                                           |  |  |
| 90  | Спортивна ходьба 3                                                     | (Ігор Главан) | спортивна ходьба на 20 км серед чоловіків                                       | значні                           | високі                   | 18                 | 40                                                           |  |  |
| 91  | Фехтування 6                                                           | (Аліна Комащук) | фехтування на шпагах, індивідуальна першість серед чоловіків                    | високі                           | дуже високі              | 17                 | 26                                                           |  |  |
| 92  | Великий теніс 3                                                        | (Марта Костюк та Даяна Ястремська) | Парний розряд серед жінок                                                       | середні                          | середні                  | 17                 | 9                                                            |  |  |
| 93  | Веслування на байдарках та каное 8                                     | (Марія Повх) | веслування на байдарці-одиночці Б-1 500м                                        | середні                          | дуже високі              | 13                 | 24                                                           |  |  |
| 94  | Метання 4                                                              | (Ірина Климець) | Метання молота серед жінок                                                      | середні                          | значні                   | 23                 | 26                                                           |  |  |
| 95  | Гімнастика 11                                                          | (Ігор Радивілов) | кільця серед чоловіків                                                          | високі                           | дуже високі              | 13                 | 15                                                           |  |  |
| 96  | Дзюдо 5                                                                | (Христина Гоман) | вагова категорія понад 78 кг серед жінок                                        | невисокі                         | середні                  | 17                 | 17                                                           |  |  |
| 97  | Плавання 7                                                             | (Ніка Шарафутдінова) | 100 метрів на спині м серед жінок                                               | мізерні                          | низькі                   | 23                 | 22                                                           |  |  |
| 98  | Настільний теніс 2                                                     | (Ярослав Жмуденко) | одиночний розряд серед чоловіків                                                | мізерні                          | низькі                   | 17                 | 33                                                           |  |  |
| 99  | Гімнастика 12                                                          | (Анна Лащевська) | колода серед жінок                                                              | значні                           | високі                   | 24                 | 65                                                           |  |  |
| 100 | Боротьба 9                                                             | (Муразі Мчедлідзе) | вагова категорія до 60 кг                                                       | значні                           | дуже високі              | 9                  |                                                              |  |  |
| 101 | Біг 3                                                                  | (Вікторія Ткачук) | Біг на 400 м                                                                    | мізерні                          | невисокі                 | 15                 | 37                                                           |  |  |
| 102 | Великий теніс 4                                                        | (Марта Костюк) | Одиночний розряд серед жінок                                                    | високі                           | високі                   | 17                 | 5                                                            |  |  |
| 103 | Стрибки 7                                                              | (Юлія Левченко) | стрибки у висоту серед жінок                                                    | середні                          | високі                   | 17                 | не взяла першої висоти (фактично - 24)                       |  |  |
| 104 | Фехтування 8                                                           | (Олена Кравацька) | фехтування на шаблях, індивідуальна першість серед жінок                        | середні                          | значні                   | 17                 | 32                                                           |  |  |
| 105 | Cтрибки у воду 3                                                       | (Олег Колодій та Данило Коновалов) | Синхронні стрибки у воду з трампліну, 3 метри серед чоловіків                   | середні                          | високі                   | 6                  | 7                                                            |  |  |
| 106 | Гімнастика 13                                                          | (Ілля Ковтун) | поперечина серед чоловіків                                                      | середні                          | значні                   | 8                  | 48                                                           |  |  |
| 107 | Стрибки 6                                                              | (Андрій Проценко) | Стрибки у висоту серед чоловіків                                                | низькі                           | високі                   | 16                 | не взяв стартової висоти                                     |  |  |
| 108 | Біг 3                                                                  | (Олександр Погорілко, Данило Даниленко, Віталій Бутрим, Мар'яна Шостак, Анна Рижикова, Тетяна Мельник) | Змішаний естафетний біг 4×400 м)                                                | мізерні                          | низькі                   | 13                 | 14                                                           |  |  |
| 109 | Веслування на байдарках та каное 9                                     | (Вікторія Ус) | Веслувальний слалом на каное, 200 м                                             | низькі                           | середні                  | 7                  | 11                                                           |  |  |
| 110 | Гімнастика 14                                                          | (Ілля Ковтун) | Вільні вправи серед чоловіків                                                   | високі                           | дуже високі              | 8                  | 4                                                            |  |  |
| 1   | Велосипедний спорт 3                                                   | (Юлія Бірюкова) | роздільна шосейна гонка серед жінок                                             | низькі                           | невисокі                 | 28                 | 27                                                           |  |  |
| 112 | Cтрибки у воду 6                                                       | (Вікторія Кесарь) | стрибки у воду з трампліна, 3 метри серед жінок                                 | низькі                           | невисокі                 | 15                 | 27                                                           |  |  |
| 113 | Стрибки 7                                                              | (Ольга Корсун) | Потрійний стрибок серед жінок                                                   | середні                          | невисокі                 | 13                 | 29 (змагалася хворою)                                        |  |  |
| 114 | Настільний теніс 3                                                     | (Соломія Братейко) | одиночний розряд                                                                | мізерні                          | дуже низькі              | 33                 | 33                                                           |  |  |
| 115 | Веслування на байдарках та каное 10                                    | (Вікторія Ус) | Веслувальний слалом на байдарці, 200 м                                          | низькі                           | середні                  | 9                  | 18                                                           |  |  |
| 116 | Велосипедний спорт 4                                                   | (Анатолій Будяк) | групова шосейна гонка серед чоловіків                                           | мізерні                          | невисокі                 | 66                 |                                                              |  |  |
| 117 | Великий теніс 5 (а)                                                    | (Даяна Ястремська) | Одиночний розряд серед жінок                                                    | середні                          | середні                  | 33                 | 17                                                           |  |  |
| 118 | Веслування на байдарках та каное 11                                    | (Анастасія Рибачок) | Веслування на каное-одиночці серед жінок, 200 м                                 | середні                          | середні                  | 13                 | 22                                                           |  |  |
| 119 | Cтрибки у воду 7                                                       | (Вікторія Кесар та Ганна Письменська) | синхронні стрибки у воду з трампліна, 3 метри серед жінок                       | незначні                         | невисокі                 | 7                  | 7                                                            |  |  |
| 120 | Плавання 8                                                             | (Олександр Желтяков) | 100 метрів на спині серед чоловіків                                             | значні                           | дуже високі              | 18                 | 24 (змагався хворим)                                         |  |  |
| 121 | Гімнастика 15                                                          | (Діана Баєва, Аліна Мельник, Марія Височанська, Валерія Перемета], Кіра Ширикіна) | групові вправи з художньої гімнастики серед жінок                               | низькі                           | середні                  | 9                  |                                                              |  |  |
| 122 | Спортивна ходьба 4                                                     | (Марія Сахарук) | Спортивна ходьба на 20 км серед жінок                                           | середні                          | високі                   | 23                 | 17                                                           |  |  |
| 123 | Біг 4                                                                  | (Олександр Погорілко) | Біг на 400 м                                                                    | мізерні                          | мізерні                  | 21                 | 30                                                           |  |  |
| 124 | Великий теніс 5 (б)                                                    | (Ангеліна Калініна) | Одиночний розряд серед жінок                                                    | надзвичайно високі               | надзвичайно високі       | 17                 | знялася зі змагань через застуду                             |  |  |
| 125 | Спортивна ходьба 5                                                     | (Олена Собчук) | Спортивна ходьба на 20 км серед жінок                                           | значні                           | високі                   | 35                 | 20                                                           |  |  |
| 126 | Гімнастика 16                                                          | (Анна Лащевська) | різновисокі бруса серед жінок                                                   | високі                           | дуже високі              | 7                  |                                                              |  |  |
| 127 | Велосипедний спорт 1                                                   | (Олександр Гудима) | крос-кантрі серед чоловіків                                                     | середні                          | середні                  | 36                 | 32                                                           |  |  |
| 128 | Гімнастика 7 (б)                                                       | (Олег Верняєв) | опорний стрибок серед чоловіків                                                 | середні                          | високі                   | 16                 | обмежився одним стрибком, тож до заліку вправи не потрапив   |  |  |
| 129 | Гімнастика 14 (б)                                                      | (Назар Чепурний) | вільні вправи серед чоловіків                                                   | мізерні                          | невисокі                 | 37                 | 41                                                           |  |  |
| 130 | Гімнастика 10 (б)                                                      | (Назар Чепурний) | Кінь-махи серед чоловіків                                                       | мізерні                          | середні                  | 28                 | 41                                                           |  |  |
| 131 | Гімнастика 17                                                          | (Анна Лащевська) | вільні вправи серед жінок                                                       | низькі                           | невисокі                 | 26                 | 48                                                           |  |  |
| 132 | Гімнастика 18                                                          | (Анна Лащевська) | абсолютна першість серед жінок                                                  | низькі                           | середні                  | 31                 | 49                                                           |  |  |
| 133 | Гімнастика 19 (а)                                                      | (Олег Верняєв) | кільця серед чоловіків                                                          | дуже низькі                      | середні                  | 20                 | 24                                                           |  |  |
| 134 | Гімнастика 10 (в)                                                      | (Радомир Стельмах) | Кінь-махи серед чоловіків                                                       | низькі                           | середні                  | 36                 | 20                                                           |  |  |
| 135 | Гімнастика 6 (б)                                                       | (Назар Чепурний) | Різновисокі бруса серед чоловіків                                               | високі                           | надзвичайно високі       | 15                 | 36                                                           |  |  |
| 136 | Гімнастика 20                                                          | (Анна Лащевська) | Опорний стрибок серед жінок                                                     | невисокі                         | середні                  | 31                 | обмежилася одним стрибком, тож до заліку вправи не потрапила |  |  |
| 137 | Гімнастика 13 (б)                                                      | (Назар Чепурний) | поперечина серед чоловіків                                                      | мізерні                          | низькі                   | 33                 | 42                                                           |  |  |
| 138 | Гімнастика 19 (в)                                                      | (Радомир Стельмах) | кільця серед чоловіків                                                          | дуже низькі                      | середні                  | 43                 | 54                                                           |  |  |
| 139 | Гімнастика 14 (в)                                                      | (Радомир Стельмах) | вільні вправи серед чоловіків                                                   | дуже низькі                      | середні                  | 23                 | 46                                                           |  |  |
| 140 | Гімнастика 19 (в)                                                      | (Ілля Ковтун) | кільця серед чоловіків                                                          | мізерні                          | низькі                   | 48                 | 43                                                           |  |  |